# Caleb LeBlanc
Caleb Logan LeBlanc (* 13. Juli 2002 in Augusta, Georgia; † 1. Oktober 2015) war ein US-amerikanischer YouTuber.

## Leben
Caleb Logan LeBlanc wurde am 13. Juli 2002 in Augusta, Georgia geboren.
Caleb wurde bekannt als ältester Bruder des YouTube-Kanal Bratayley (7,3 Millionen Abonnenten). Die Vlogs auf dem Kanal verfolgte die Familie in ihrem Alltag. Der Kanal sollte sich ursprünglich auf die jüngste Tochter der Eltern Billy und Katie konzentrieren Hayley. Dadurch entstand auch der Kanalname, er stammt aus dem Wort „Brat“ und dem Namen „Hayley“. Im November 2019 wurde bekannt gegeben, dass sie mit dem Kanal aufhören und keine weiteren Videos veröffentlichen werden. Zu den Stars des Kanals gehörten die Eltern und seine beiden Schwestern Hayley und Jules.
Caleb betrieb einen eigenen YouTube-Kanal mit dem Namen blazenoutlaws, auf dem er häufig über das Computerspiel Minecraft berichtete.
Im Oktober 2015 verstarb der 13-jährige an einer hypertrophen Kardiomyopathie.